# Юрий Васев
Юрий Василев Васев е известен български треньор по футбол. Водил е отборите на Миньор Перник, Лудогорец Разград (юноши), Септември Симитли, Марек, Македонска слава и Миньор Бобов дол.

## Биография
Юрий Васев е роден на 1 януари 1962 г. в Перник. Тренира от малък в школата на родния Миньор Перник. Студент в Националната спортна академия. Синовете му Андреас Васев и Божидар Васев са футболисти с много мачове в професионалния футбол.

## Успехи като треньор
- През сезон 1992 – 1993 г. като играещ треньор вкарва отбора на Миньор Бобов дол от четвърта в трета лига.
- През 1996 година влиза с Миньор Перник в А група.
- През периода 1998 – 2000 г. е треньор на Миньор Перник, а главен мениджър е Янко Динков.
- През сезон 2002 – 2003 г. вкарва отбора на Македонска слава в А група.
- През сезон 2004 – 2005 г. вкарва отбора на Миньор Перник
- През сезон 2010 – 2012 г. постига най-доброто класиране в историята на Септември Симитли – 6-то място в Б група
- В периода 2015 – 2018 г. става 3 пъти шампион на България с Лудогорец Разград (юноши) U17, U18 и U19.
- През 2016 и 2017 г. води младежката формация на Лудогорец Разград в младежката Шампионска лига, като най-големия успех е равенството с Арсенал 1:1 на Ст.Георги Аспарухов.
- През сезон 2019 – 2020 г. вкарва Миньор Перник за трети път в професионалния футбол от трета във втора лига.